# Hells Angels Belgium
Hells Angels Belgium is de Belgische afdeling van de internationale motorclub Hells Angels. De club heeft zeven lokale afdelingen, Ghent (Gentbrugge), Antwerp (Zwijndrecht), Coast (Aartrijke), Charleroi City (Marcinelle), Helleburg (Rekem), South Crew. De Hells Angels wordt gekwalificeerd als een 1%MC.

## Ontstaan
De eerste afdeling van de Belgische Hells Angels werd opgericht op 15 juli 1997 in Gentbrugge. De naam van die afdeling werd Ghent. De afdeling van Ghent wordt beschouwd als de moedercharter, maar aangenomen wordt dat de Belgische afdelingen rechtstreeks onder het gezag staan van de Hells Angels van Amsterdam. In juli 2011 werd het charter Limburg in Leopoldsburg gesloten. Ook hebben de Hells Angels supportclubs in verschillende landen. De grootste is Red Devils MC. De Hells Angels noemen hun afdelingen charters en geen chapters zoals andere MC wel doen.

## Grootschalige invallen
Op 16 februari 2011 werden er invallen gedaan bij de Hells Angels. De huiszoekingen vonden plaats in zes clubhuizen in Genk, Leopoldsburg, Gentbrugge, Eernegem, Marcinelle en Zwijndrecht, en in verschillende privéwoningen, onder meer in Moeskroen. De huiszoekingen kaderen in een gerechtelijk onderzoek naar een schietpartij in oktober 2009 in het Kortrijkse Aalbeke. Toen raakten drie leden van een andere motorbende, de Outlaws, zwaargewond toen hun clublokaal werd beschoten vanuit een voorbijrijdende wagen. Een paar maanden eerder, op 24 juli 2009, waren aan hetzelfde clublokaal ook al enkele motoren in brand gestoken. Ook toen al waren er verdenkingen in de richting van de Hells Angels. Beide motorbendes zijn onder meer in de wapen- en drugtrafiek actief.
Na die feiten opende het Federaal parket een gerechtelijk onderzoek voor moordpoging, onder leiding van een Kortrijks onderzoeksrechter. In dat onderzoek zijn een tiental mensen opgepakt. Ook zijn er in de Noord-Franse regio Hauts-de-France twee huiszoekingen uitgevoerd, waarbij één verdachte is opgepakt.
Bij de huiszoekingen zijn een groot aantal handvuurwapens en andere wapens gevonden en in beslag genomen, naast een hele hoop documenten en alle computers. In het Eernegemse clublokaal vond de politie ook een aanzienlijke hoeveelheid drugs.

## Drievoudige moord
In 2011 werden verschillende leden van de motorbende Hells Angels opgepakt voor verhoor in het onderzoek naar de moord op drie mannen. Onder hen ook Fabrizio Muto, de president van de afdeling in Zwartberg. Muto is niet alleen de president van de afdeling in Zwartberg, via de NV Zonhovense Truck en Car financiert hij ook de bandencentrale waar de drie slachtoffers naar toekwamen op de openingsreceptie. De drie slachtoffers waren full member Freddy Put, hangaround Jef Banken en sympathisant Michaël Gerekens van de rivaliserende motorclub Outlaws MC.
De drie mannen werden doodgeschoten en nadien gedumpt in een bestelwagen in het kanaal Zuid-Willemsvaart in Eisden-Dorp (Maasmechelen).
In het onderzoek naar de drievoudige moord op de Outlaws in Eisden-Dorp (Maasmechelen) heeft de 51-jarige Giovanni Moscatelli uit As zich bij politie gemeld. Dat werd bekendgemaakt door het Federaal parket, dat beroep aantekende tegen de vrijlating van Eddy C. (44) en Ali I. (37) uit Genk, die in de cel zitten op verdenking van betrokkenheid bij de dood van Outlaws full member.

## Rivalen
België kent naast de Hells Angels nog vier grote motorfietsclubs. De Outlaws MC, Bandidos MC, de Blue Angels MC en Satudarah MC uit Nederland die in Tienen actief zullen zijn, en niet in Antwerpen zoals eerst verwacht omdat de Hells Angels deze claimen. Ook heeft No Surrender MC uit Nederland in België chapters opricht. Ook hebben de Mongols MC een chapter opgericht in Aat. Er zijn in het verleden vele gevechten en schietpartijen geweest tussen die clubs. Zowel nationaal als internationaal.

## Charters in België
| Plaats      | Naam charter   | Charter Hells Angels | Opgeheven | Vroegere MC |
| ----------- | -------------- | -------------------- | --------- | ----------- |
| Gentbrugge  | Ghent          | 15 juli 1997         |           |             |
| Zwijndrecht | Antwerp        | 15 januari 1998      |           |             |
| Aartrijke   | Coast          | 7 oktober 1999       |           |             |
| Marcinelle  | Charleroi City | 2 juli 2009          |           |             |
| Rekem       | Helleburg      | 16 januari 2013      |           |             |
|             | South Valley   | 2 oktober 2013       |           |             |
| Aat         | West Area      | 4 juni 2017          |           |             |

## Voetnoten
1. ↑  Politierapport, www.politie.nl (gearchiveerd)
2. ↑  Joris van der Aa, Outlaws geliquideerd in Maasmechelen, misdaadreporter.blogspot.com, 21 mei 2011. Gearchiveerd op 21 december 2016.
3. ↑  Politie valt binnen in Vlaamse clubhuizen Hell's Angels, Het Laatste Nieuws, 16 februari 2011
4. ↑  Driedubbele moord Eisden Hells Angels verhoord, Knack
5. ↑  Hells Angel Moscatelli blijft voortvluchtig[dode link], msn.com
6. ↑  Beruchte motorbende strijkt neer in Tienen, Gazet van Antwerpen, 1 juni 2013
7. ↑  Motorbendes veroveren ons land vanuit Antwerpen, vandaag.be
8. ↑  Zware motorbende MC Mongols wil zich vestigen in België, Gazet van Antwerpen, 9 november 2014. Gearchiveerd op 7 oktober 2018.
9. ↑  De vier criminele motorbendes in België, Het Nieuwsblad, 22 mei 2011